# سكوت براون (سياسي)
سكوت براون (بالإنجليزية: Scott Brown) (و. 1959  م) هو سياسي، ومحامي، وعارض، ودبلوماسي، من الولايات المتحدة، هو عضوٌ في الحزب الجمهوري، ويحمل رتبة عسكرية عقيد.

## مناصب
تولى منصب عضو مجلس الشيوخ الأمريكي (4 فبراير 2010–3 يناير 2013)، وسناتور ولاية ماساتشوستس (2004–2010)، وعضو مجلس النواب ماساتشوستس (1999–2004)، وعضو ‏ (1995–1998)، وسفير.

## التعليم
تعلم في كلية الحقوق في بوسطن، وتحصل منها على دكتوراه في القانون، وجامعة تافتس، وتحصل منها على بكالوريوس في الفنون، وWakefield Memorial High School ‏.

## جوائز
حصل على جوائز منها:
- وسام الاستحقاق الأمريكي برتبة فيلق
- الميدالية التقديرية للخدمة [الإنجليزية]‏.